# Xã Harrison, Quận Allegheny, Pennsylvania
Xã Harrison (tiếng Anh: Harrison Township) là một xã thuộc quận Allegheny, tiểu bang Pennsylvania, Hoa Kỳ. Năm 2010, dân số của xã này là 10.461 người.